# Ernst Risch (Altphilologe)
Ernst Risch (* 9. Oktober 1911 in Moskau; † 1. September 1988 in Kilchberg) war ein Schweizer Indogermanist und Altphilologe.

## Leben
Ernst Rischs Eltern waren Schweizer, die im damaligen Zarenreich in Moskau lebten und arbeiteten. Nach dem Ausbruch der Oktoberrevolution von 1917 gingen sie zurück in ihre Heimat. So kam Ernst Risch 1918 nach Zürich, wo er nach der Maturität Typus A (mit Griechisch und Latein) 1930 bis 1935 an der Universität Zürich Indogermanistik und Klassische Philologie studierte. Nach der Promotion durch Manu Leumann 1935 und der Habilitation 1942 wurde er 1956 zum Extraordinarius und 1959 zum Ordinarius für Indogermanistik mit besonderer Berücksichtigung von Latein, Griechisch und Sanskrit an der Universität Zürich gewählt, wo er bis zu seiner Emeritierung 1981 blieb.
Zu seinen Schülern zählen Annemarie Etter, Ivo Hajnal, Alex Leukart und Michael Meier-Brügger.
Sein Hauptinteresse galt dem Altgriechischen und auf diesem Forschungsgebiet insbesondere der Geschichte und Gliederung der griechischen Dialekte. Er publizierte jedoch auch Arbeiten z. B. zur lateinischen und hethitischen Linguistik.

## Schriften (Auswahl)
- Betrachtungen zu den indogermanischen Verwandtschaftsnamen. In: Museum Helveticum 1, 1944, S. 115–122; wieder in Etter/Looser 1981, S. 647–654.
- Ein Gang durch die Geschichte der griechischen Ortsnamen. In: Museum Helveticum 22, 1965, S. 193–205; wieder in Etter/Looser 1981, S. 145–157.
- Les différences dialectales dans le mycénien. In: Leonard R. Palmer; John Chadwick (Hrsgg.): Proceedings of the Cambridge Colloquium on Mycenaean Studies (7th−12 April 1965). Cambridge University Press, Cambridge 1966, S. 150–157; wieder in Etter/Looser 1981, S. 451–458.
- Wortbildung der homerischen Sprache. 2., völlig überarbeitete Auflage der Dissertation von 1935. de Gruyter, Berlin 1974.
- Eduard Bornemann unter Mitwirkung von Ernst Risch: Griechische Grammatik. Diesterweg Frankfurt/M. u. a., 1973; 2. [sc. durchges. und verb.] Aufl. 1978, ISBN 3-425-06850-4.
- mit Hugo Mühlestein (Hrsgg.): Colloquium Mycenaeum. Actes du sixième Colloque international sur les textes mycéniens et égéens tenu à Chaumont sur Neuchâtel du 7 au 13 septembre 1975. Neuchâtel 1979.
- Annemarie Etter, Marcel Looser (Hrsgg.): Ernst Risch. Kleine Schriften. De Gruyter, Berlin 1981.
- Gerundivum und Gerundium. Gebrauch im klassischen und älteren Latein. Entstehung und Vorgeschichte. de Gruyter, Berlin 1984,  ISBN 978-3-11-009686-6. (Repr. als Online-Ressource: de Gruyter, Berlin 2011, ISBN 978-3-11-085077-2).